# José Antonio Díaz (Bischof)
José Antonio Díaz (* 23. Oktober 1960 in El Cano, Provinz Tucumán) ist ein argentinischer Geistlicher und römisch-katholischer Bischof von Concepción.

## Leben
José Antonio Díaz trat 1974 in das Priesterseminar des Bistums Catamarca ein, für das er am 14. Dezember 1985 das Sakrament der Priesterweihe empfing.
Neben verschiedenen Aufgaben in der Pfarrseelsorge war er von 1985 bis 1988 Vizerektor des Knabenseminars in Pomán und von 1992 bis 1994 Bischofsvikar für die Jugendseelsorge des Bistums Catamarca. Von 1994 bis 1997 leitete er das Propädeutikum des Bistums und war anschließend Vizepräsident der Diözesansynode. Von 2005 bis 2009 war er für den Lateinamerikanischen Bischofsrat (CELAM) tätig. Hier gehörte er unter anderem dem Sekretariat der Liturgiekommission der CELAM-Generalkonferenz 2007 in Aparecida an. Von 2009 bis 2010 war er für die Jugendseelsorge und die Berufungspastoral des Bistums verantwortlich und anschließend bis August 2020 Rektor der Kathedrale sowie der Wallfahrtskirche Nuestra Señora del Valle. Seither war er Pfarrer in Aldalgalá.
Papst Franziskus ernannte ihn am 26. Juni 2021 zum Bischof von Concepción. Der Erzbischof von Salta, Mario Antonio Cargnello, spendete ihm am 12. August desselben Jahres die Bischofsweihe. Mitkonsekratoren waren der Erzbischof von Tucumán, Carlos Alberto Sánchez, der emeritierte Bischof von Concepción, Armando Rossi OP, und der Bischof von Catamarca, Luis Urbanč.